# Бандура, Александра Михайловна

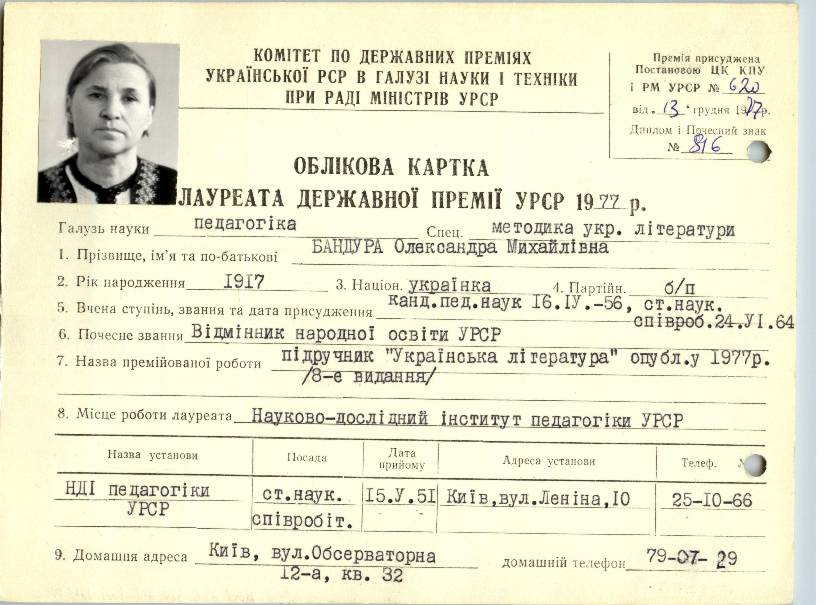
Личная карточка Лауреата Государственной премии УССР 1977 года

Александра Михайловна Бандура (укр. Бандура Олександра Михайлівна; 25 октября [7 ноября] 1917, Гамовка (Запорожская область), Таврическая губерния — 4 сентября 2010, Киев) — украинский педагог и литературовед, методист украинской литературы, кандидат педагогических наук (1956). Жена издателя и переводчика — Александра Бандуры.

## Биография
Родилась 25 октября (7 ноября) 1917 года в селе Гамовка Бердянского уезда Таврической губернии (ныне в Приазовском районе Запорожской области). Украинка.
Участница Великой Отечественной войны. В 1945 году окончила Киевский университет.
После окончания университета работала преподавателем в школе. В 1951—1991 годах работала в Институте педагогики Министерства образования УССР младшим научным сотрудником, в 1956—1987 годах — старшим научным сотрудником отдела методики преподавания истории украинской литературы.

## Труды
- Изучение творчества Леонида Глебова в школе. Киев, 1954.
- Изучение творчества Ивана Котляревского в школе. Киев, 1957.
- Теория литературы. Киев, 1969.
- Изучение украинской литературы в пятом классе. Киев, 1972.
- Научные основы учебника по литературе. Киев, 1978.
- Изучение элементов теории литературы в 4—7 классах. Киев, 1981.
- Изучение элементов теории литературы в 9—11 классах. Киев, 1989.
- Школьный учебник по украинской литературе. Киев, 2001.
- Соавтор (с Е. М. Кучеренко) учебника «Українська література для п’ятого класу» (1967). 13 декабря 1977 года 8-е издание учебника отмечено Государственной премией УССР в области науки и техники[1].

## Награды
- Государственная премия УССР в области науки и техники (1977).
- Отличник народного образования УССР.